# 佩蒂特約翰鎮區 (阿肯色州洛根縣)
佩蒂特約翰鎮區（英語：Petit Jean Township）是位於美國阿肯色州洛根縣的一個行政鎮區。

## 地方資料
佩蒂特約翰鎮區的面積為107.62平方千米，當中陸地面積為103.34平方千米，而水域面積為4.28平方千米。根據2010年美國人口普查的數據，當地共有人口288人，而人口密度為每平方千米2.68人。